# Liste der Universitäten in London

Senate House der Universität London

Dies ist eine Liste der Universitäten in der britischen Hauptstadt London:
Die Universitäten in London gliedern sich im Wesentlichen in vier Kategorien:
- Die föderale Universität London, welche aus zahlreichen Colleges und Instituten besteht; diese Einrichtungen besitzen zum Teil eine beträchtliche Eigenständigkeit und Autonomie.
- Die Universität der Künste London, welche ebenfalls ein Zusammenschluss zahlreicher früher selbstständiger Kunsthochschulen ist.
- Andere staatliche, eigenständige Universitäten in London, welche zum größten Teil in den 1990er Jahren aus ehemaligen polytechnischen Schulen hervorgegangen sind.
- Private (zum Teil ausländische) Universitäten.

## Universitäten
- Universität der Künste London (engl.: University of the Arts London)
  - Camberwell College of Arts
  - Central Saint Martins College of Art and Design
  - Chelsea College of Art and Design
  - London College of Communication
  - London College of Fashion
  - Wimbledon College of Art
- Universität East London (University of East London)
- Universität Greenwich (University of Greenwich)
- Universität Kingston (Kingston University)
- Universität London (engl.: University of London)
  - Birkbeck
  - Brunel University
  - Courtauld Institute of Art
  - City-Universität London (City, University of London)
  - Goldsmiths College (seit 1901)
  - Institute of Cancer Research
  - Institute of Education
  - King’s College London
  - London Business School
  - London School of Economics and Political Science
  - London School of Hygiene & Tropical Medicine
  - Queen Mary University of London
  - Royal Academy of Music
  - Royal Holloway
  - Royal Veterinary College
  - St George’s
  - School of Oriental and African Studies
  - School of Pharmacy
  - University College London
- London-Metropolitan-Universität (London Metropolitan University)
- London-South-Bank-Universität (London South Bank University)
- Royal College of Art
- Royal College of Music
- Universität Middlesex (Middlesex University)
- Universität Roehampton (University of Roehampton)
- Thames Valley University
- Universität Westminster (University of Westminster)
- Imperial College London